# Polly Draper
Polly Draper (* 15. Juni 1955 in Palo Alto, Kalifornien) ist eine US-amerikanische Schauspielerin, Drehbuchautorin, Regisseurin und Produzentin.

## Leben und Karriere
Draper absolvierte 1977 als Bachelor die Yale University und 1980 als Master of Arts die Yale School of Drama. Sie debütierte an der Seite von Jennifer Connelly in der Filmkomödie Ticket zum Himmel aus dem Jahr 1985. In der SF-Komödie Making Mr. Right – Ein Mann à la Carte (1987) spielte sie neben John Malkovich und Ann Magnuson.
Draper spielte in den Jahren 1987 bis 1991 als Ellyn Warren eine Hauptrolle in der US-amerikanischen Fernsehserie Die besten Jahre. Für diese Rolle war sie 1988 für einen Emmy nominiert. In dem Abenteuerfilm Gold Diggers – Das Geheimnis von Bear Mountain (1995) spielte sie die Rolle der Kate Easton, der Mutter von Beth Easton (Christina Ricci). Bei dem Filmdrama The Tic Code war sie nicht nur Darstellerin einer der größeren Rollen, sondern auch Drehbuchautorin und Produzentin; für ihre Darstellung gewann sie den Bronze Gryphon des italienischen Giffoni Film Festivals.
Seit 2005 ist Draper als Drehbuchautorin, Regisseurin und Produzentin der Mockumentary The Naked Brothers Band tätig. 2009 erhielt sie für den Film The Naked Brothers Band: Polarbears den Writers Guild Award (WGA) für das beste Kinderfilmdrehbuch.
Von 1983 bis 1990 war Polly Draper mit Kevin Wade verheiratet. 1993 heiratete sie den Jazz-Musiker Michael Wolff. Sie lebt mit ihm und ihren beiden Söhnen Nat und Alex Wolff in Manhattan, New York.

## Filmografie (Auswahl)
- 1985: Ticket zum Himmel (Seven Minutes in Heaven)
- 1986: Adam's Apple, Fernsehfilm
- 1987: Jack, der Aufreißer (The Pick-Up Artist)
- 1987: Making Mr. Right – Ein Mann à la Carte (Making Mr. Right)
- 1987: Tales from the Darkside, Fernsehserie
- 1987–1991: Die besten Jahre (thirtysomething), Fernsehserie
- 1992: Deadly Nightmares, Fernsehserie
- 1993: Danielle Steel's 'Heartbeat' (heartbeat), Fernsehfilm
- 1994: Tödliche Intrigen (Schemes)
- 1994: Broken Promises: Taking Emily Back, Fernsehfilm
- 1994: A Million to Juan
- 1994: The Innocent, Fernsehfilm
- 1995: Gold Diggers – Das Geheimnis von Bear Mountain (Gold Diggers: The Secret of Bear Mountain)
- 1996: Home Song, Fernsehfilm
- 1997: Always Say Goodbye
- 1999: The Tic Code (auch Drehbuch)
- 2000: Hudson River Blues
- 2000: Dinner Rush
- 2000–2001: Gideon's Crossing, Fernsehserie
- 2001: 18 Shades of Dust
- 2002: Monk, Fernsehserie
- 2002: Law & Order: Criminal Intent, Fernsehserie
- 2004: Second Best
- 2005: A Perfect Fit
- 2005: Shooting Livien
- 2005: The Guardian, Fernsehserie
- 2005: The Naked Brothers Band: Der Film (auch Drehbuch und Regie)
- 2005: The Naked Brothers Band: Junge Rockstars PrivatBillions
- 2007: Too Young to Marry
- 2007: The Naked Brothers Band: Battle Of The Bands
- 2008: The Naked Brothers Band: Sidekicks
- 2008: The Naked Brothers Band: Polarbears
- 2011: Our Idiot Brother
- 2022: Bar Karma, Fernsehserie (auch Drehbuch)
- 2013: Side Effects – Tödliche Nebenwirkungen
- 2013: Golden Boy, Fernsehserie
- 2014: Obvious Child
- 2015: The Good Wife, Fernsehserie
- 2015: Detective Laura Diamond, Fernsehserie
- 2015: Addiction: A 60's Love Story
- 2015: Demolition – Lieben und Leben (Demolition)
- 2016: Jane Wants a Boyfriend
- 2017: Rhinebrook, Fernsehserie
- 2018: Stella's Last Weekend (auch Produktion, Drehbuch und Regie)
- 2020: Shiva Baby
- 2020: Love Is Love Is Love
- 2020: Once Upon a Main Street, Fernsehfilm
- 2020–2021: Billions, Fernsehserie
- 2022: Hacks, Fernsehserie
- 2022: First Kill, Fernsehserie
- 2023: The Company You Keep, Fernsehserie
- 2023: Little Brother